# RFK Grafičar Belgrad
RFK Grafičar Belgrad (serb. Раднички фудбалски клуб Графичар) – serbski klub piłkarski, mający siedzibę w Belgradzie, stolicy Serbii, założony w 1922 roku, grający w rozgrywkach Prva liga Srbije.